# Ciclismo nos Jogos Olímpicos de Verão de 2024 - Omnium feminino
A prova do omnium feminino do ciclismo nos Jogos Olímpicos de Verão de 2024 ocorreu em 11 de agosto de 2024 no Velódromo de Saint-Quentin-en-Yvelines, em Montigny-le-Bretonneux. Um total de 22 ciclistas, cada uma representando um Comitê Olímpico Nacional (CON), participaram do evento.

## Qualificação
Cada Comitê Olímpico Nacional (CON) poderia inscrever apenas uma ciclista no omnium. As vagas são atribuídas ao CON, que seleciona as ciclistas. A qualificação se deu inteiramente através do ranking olímpico da União Ciclística Internacional (UCI) de 2022–24, com os melhores CONs no ranking do madison se classificando diretamente também no omnium. Outras sete vagas foram alocadas para CONs subsequentes por meio do ranking.

## Formato
O omnium é um evento múltiplo, constituído de quatro tipos diferentes de corridas. A vencedora da prova é a ciclista que obtiver mais pontos nas quatro corridas realizadas ao longo do mesmo dia. Em cada corrida, a vencedora ganha 40 pontos, a ciclista em segundo lugar, 38, a ciclista em terceiro lugar, 36 e assim por diante. A corrida final tem regras especiais de pontuação. As corridas no omnium são:
- Scratch: corrida de largada em massa; a primeira a terminar é a vencedor. A distância é de 7,5 km (30 voltas).
- Corrida de tempo: a distância também é de 7,5 km (30 voltas). Após as primeiras cinco voltas, a vencedora de cada volta ganha 1 ponto. Dar uma volta nas adversárias rende 20 pontos. A vencedora da corrida é a ciclista com mais pontos (os pontos ganhos não contam para o omnium total; eles são usados apenas para classificar as ciclistas na corrida de tempo).
- Corrida de eliminação: a cada 2 voltas, a última colocada é eliminada.
- Corrida por pontos: corrida de 20 km (80 voltas) de pontos, com pontos ganhos por sprints (5/3/2/1, a cada 10 voltas com o dobro de pontos para o sprint final) e por volta nas adversárias (20 pontos).

## Calendário
Horário local (UTC+2)
| Data                 | Hora                    | Fase                                                              |
| -------------------- | ----------------------- | ----------------------------------------------------------------- |
| 11 de agosto de 2024 | 11:00 11:57 12:53 13:56 | Scratch Corrida de tempo Corrida de eliminação Corrida por pontos |

## Medalhistas
| Ouro   | USA Jennifer Valente |
| Prata  | POL Daria Pikulik    |
| Bronze | NZL Ally Wollaston   |

## Resultados

### Scratch
As seguintes pontuações foram atribuídas após as 30 voltas.
| Pos. | Ciclista            | CON                | Voltas atrás | Pts evento |
| ---- | ------------------- | ------------------ | ------------ | ---------- |
| 1    | Jennifer Valente    | USA Estados Unidos |              | 40         |
| 2    | Maggie Coles-Lyster | CAN Canadá         |              | 38         |
| 3    | Georgia Baker       | AUS Austrália      |              | 36         |
| 4    | Maike van der Duin  | NED Países Baixos  |              | 34         |
| 5    | Ally Wollaston      | NZL Nova Zelândia  |              | 32         |
| 6    | Amalie Dideriksen   | DEN Dinamarca      |              | 30         |
| 7    | Olivija Baleišytė   | LTU Lituânia       |              | 28         |
| 8    | Anita Stenberg      | NOR Noruega        |              | 26         |
| 9    | Aline Seitz         | SUI Suíça          |              | 24         |
| 10   | Letizia Paternoster | ITA Itália         |              | 22         |
| 11   | Ebtissam Mohamed    | EGY Egito          |              | 20         |
| 12   | Liu Jiali           | CHN China          |              | 18         |
| 13   | Maria Martins       | POR Portugal       |              | 16         |
| 14   | Daria Pikulik       | POL Polônia        |              | 14         |
| 15   | Lara Gillespie      | IRL Irlanda        |              | 12         |
| 16   | Yumi Kajihara       | JPN Japão          |              | 10         |
| 17   | Lotte Kopecky       | BEL Bélgica        |              | 8          |
| 18   | Franziska Brauße    | GER Alemanha       |              | 6          |
| 19   | Lee Sze Wing        | HKG Hong Kong      |              | 4          |
| 20   | Victoria Velasco    | MEX México         |              | 2          |
| 21   | Valentine Fortin    | FRA França         |              | 1          |
| 22   | Neah Evans          | GBR Grã-Bretanha   |              | 1          |

### Corrida de tempo
As seguintes pontuações foram atribuídas após as 30 voltas.
| Pos. | Ciclista            | CON                | Pontos | Pts evento |
| ---- | ------------------- | ------------------ | ------ | ---------- |
| 1    | Lara Gillespie      | IRL Irlanda        | 24     | 40         |
| 2    | Jennifer Valente    | USA Estados Unidos | 9      | 38         |
| 3    | Daria Pikulik       | POL Polônia        | 8      | 36         |
| 4    | Georgia Baker       | AUS Austrália      | 4      | 34         |
| 5    | Franziska Brauße    | GER Alemanha       | 1      | 32         |
| 6    | Lotte Kopecky       | BEL Bélgica        | 0      | 30         |
| 7    | Amalie Dideriksen   | DEN Dinamarca      | 0      | 28         |
| 8    | Maria Martins       | POR Portugal       | 0      | 26         |
| 9    | Ally Wollaston      | NZL Nova Zelândia  | 0      | 24         |
| 10   | Maggie Coles-Lyster | CAN Canadá         | 0      | 22         |
| 11   | Aline Seitz         | SUI Suíça          | 0      | 20         |
| 12   | Anita Stenberg      | NOR Noruega        | 0      | 18         |
| 13   | Lee Sze Wing        | HKG Hong Kong      | 0      | 16         |
| 14   | Olivija Baleišytė   | LTU Lituânia       | 0      | 14         |
| 15   | Letizia Paternoster | ITA Itália         | 0      | 12         |
| 16   | Liu Jiali           | CHN China          | 0      | 10         |
| 17   | Yumi Kajihara       | JPN Japão          | 0      | 8          |
| 18   | Neah Evans          | GBR Grã-Bretanha   | 0      | 6          |
| 19   | Valentine Fortin    | FRA França         | 0      | 4          |
| 20   | Maike van der Duin  | NED Países Baixos  | 0      | 2          |
| 21   | Ebtissam Mohamed    | EGY Egito          | −20    | 1          |
| 22   | Victoria Velasco    | MEX México         | −40    | −39        |

### Corrida de eliminação
As seguintes pontuações foram atribuídas após a prova.
| Pos. | Ciclista            | CON                | Pts evento |
| ---- | ------------------- | ------------------ | ---------- |
| 1    | Jennifer Valente    | USA Estados Unidos | 40         |
| 2    | Georgia Baker       | AUS Austrália      | 38         |
| 3    | Maggie Coles-Lyster | CAN Canadá         | 36         |
| 4    | Lotte Kopecky       | BEL Bélgica        | 34         |
| 5    | Anita Stenberg      | NOR Noruega        | 32         |
| 6    | Letizia Paternoster | ITA Itália         | 30         |
| 7    | Maike van der Duin  | NED Países Baixos  | 28         |
| 8    | Amalie Dideriksen   | DEN Dinamarca      | 26         |
| 9    | Lara Gillespie      | IRL Irlanda        | 24         |
| 10   | Daria Pikulik       | POL Polônia        | 22         |
| 11   | Valentine Fortin    | FRA França         | 20         |
| 12   | Ally Wollaston      | NZL Nova Zelândia  | 18         |
| 13   | Olivija Baleišytė   | LTU Lituânia       | 16         |
| 14   | Ebtissam Mohamed    | EGY Egito          | 14         |
| 15   | Maria Martins       | POR Portugal       | 12         |
| 16   | Liu Jiali           | CHN China          | 10         |
| 17   | Neah Evans          | GBR Grã-Bretanha   | 8          |
| 18   | Lee Sze Wing        | HKG Hong Kong      | 6          |
| 19   | Aline Seitz         | SUI Suíça          | 4          |
| 20   | Victoria Velasco    | MEX México         | 2          |
| 21   | Yumi Kajihara       | JPN Japão          | 1          |
| 22   | Franziska Brauße    | GER Alemanha       | 1          |

### Corrida por pontos e classificação final
As seguintes pontuações foram atribuídas após a prova final, determinando as medalhistas.
| Pos.              | Ciclista            | CON                | SR | CR  | CE | Subtotal | Pts sprint | Pts volta | Ordem final | Pts total |
| ----------------- | ------------------- | ------------------ | -- | --- | -- | -------- | ---------- | --------- | ----------- | --------- |
| Medalha de ouro   | Jennifer Valente    | USA Estados Unidos | 40 | 38  | 40 | 118      | 6          | 20        | 18          | 144       |
| Medalha de prata  | Daria Pikulik       | POL Polônia        | 14 | 36  | 22 | 72       | 19         | 40        | 4           | 131       |
| Medalha de bronze | Ally Wollaston      | NZL Nova Zelândia  | 32 | 24  | 18 | 74       | 11         | 40        | 2           | 125       |
| 4                 | Lotte Kopecky       | BEL Bélgica        | 8  | 30  | 34 | 72       | 4          | 40        | 8           | 116       |
| 5                 | Georgia Baker       | AUS Austrália      | 36 | 34  | 38 | 108      | 0          | 0         | 13          | 108       |
| 6                 | Maike van der Duin  | NED Países Baixos  | 34 | 2   | 28 | 64       | 2          | 40        | 9           | 106       |
| 7                 | Amalie Dideriksen   | DEN Dinamarca      | 30 | 28  | 26 | 84       | 1          | 20        | 22          | 105       |
| 8                 | Anita Stenberg      | NOR Noruega        | 26 | 18  | 32 | 76       | 6          | 20        | 10          | 102       |
| 9                 | Maggie Coles-Lyster | CAN Canadá         | 38 | 22  | 36 | 96       | 5          | 0         | 11          | 101       |
| 10                | Lara Gillespie      | IRL Irlanda        | 12 | 40  | 24 | 76       | 3          | 20        | 6           | 99        |
| 11                | Olivija Baleišytė   | LTU Lituânia       | 28 | 14  | 16 | 58       | 2          | 20        | 7           | 80        |
| 12                | Aline Seitz         | SUI Suíça          | 24 | 20  | 4  | 48       | 1          | 20        | 5           | 69        |
| 13                | Letizia Paternoster | ITA Itália         | 22 | 12  | 30 | 64       | 0          | 0         | 21          | 64        |
| 14                | Maria Martins       | POR Portugal       | 16 | 26  | 12 | 54       | 7          | 0         | 3           | 61        |
| 15                | Neah Evans          | GBR Grã-Bretanha   | 1  | 6   | 8  | 15       | 17         | 20        | 1           | 52        |
| 16                | Valentine Fortin    | FRA França         | 1  | 4   | 20 | 25       | 5          | 20        | 15          | 50        |
| 17                | Yumi Kajihara       | JPN Japão          | 10 | 8   | 1  | 19       | 5          | 20        | 17          | 44        |
| 18                | Franziska Brauße    | GER Alemanha       | 6  | 32  | 1  | 39       | 2          | 0         | 14          | 41        |
| 19                | Liu Jiali           | CHN China          | 18 | 10  | 10 | 38       | 0          | 0         | 20          | 38        |
| 20                | Lee Sze Wing        | HKG Hong Kong      | 4  | 16  | 6  | 26       | 0          | 0         | 12          | 26        |
| 21                | Ebtissam Mohamed    | EGY Egito          | 20 | 1   | 14 | 35       | 0          | –20       | 16          | 15        |
| 22                | Victoria Velasco    | MEX México         | 2  | –39 | 2  | –35      | 3          | 0         | 19          | –32       |